# Quercus albescens
Quercus albescens là một loài thực vật có hoa trong họ Cử. Loài này được Rouy ex A.Camus miêu tả khoa học đầu tiên năm 1935.